# 日吉町站
日吉町站（日语：／ Hiyoshicho eki */?）是位於靜岡縣靜岡市葵區鷹匠二丁目，靜岡鐵道的靜岡清水線車站。車站編號為S02。

## 歷史
- 1908年（明治41年）12月9日 - 台所町站（日语：／）啟用。
- 1945年（昭和20年）6月 - 車站廢止。
- 日期不詳 - 車站重啟，名為日吉町站。

## 車站構造

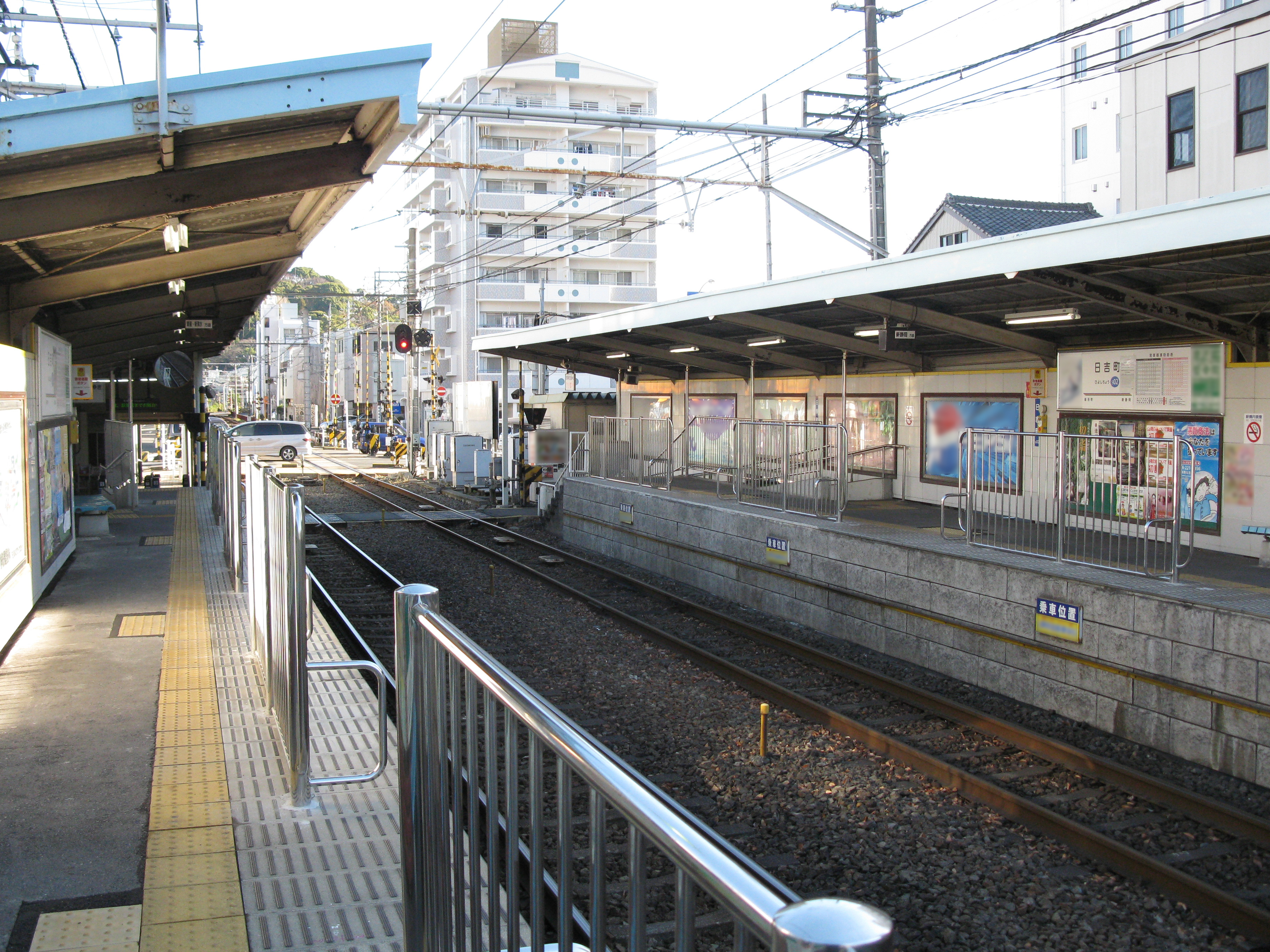
月台（2010年12月）

車站是一座地面車站，設有2面2線的相對式月台，兩月台之間設有站內平交道。車站大樓位於1號月台靠近新清水一方。在2號月台靠近新清水一方於2013年開設只在平日早上才可使用的「IC卡專用閘口」。

### 月台
| 月台 | 路線        | 上下行 | 方向       |
| ---- | ----------- | ------ | ---------- |
| 1    | ●靜岡清水線 | 下行   | 新清水方向 |
| 2    | ●靜岡清水線 | 上行   | 新靜岡方向 |

## 使用狀況
根據「靜岡市統計書」，2018年度一日平均乘車人次為725人，下車人次為754人。以上落人次比較，於靜岡清水線15座車站中排名14。以下為近年上落人次列表：
| 年度               | 1日平均上落人次 | 1日平均上落人次 | 1日平均上落人次 |
| 年度               | 上車人次        | 落車人次        | 合計            |
| ------------------ | --------------- | --------------- | --------------- |
| 2002年（平成14年） | 523             | 372             | 895             |
| 2003年（平成15年） | 532             | 387             | 919             |
| 2004年（平成16年） | 554             | 398             | 952             |
| 2005年（平成17年） | 646             | 684             | 1,330           |
| 2006年（平成18年） | 581             | 410             | 991             |
| 2007年（平成19年） | 577             | 422             | 999             |
| 2008年（平成20年） | 695             | 813             | 1,508           |
| 2009年（平成21年） | 843             | 871             | 1,714           |
| 2010年（平成22年） | 799             | 519             | 1,318           |
| 2011年（平成23年） | 753             | 576             | 1,329           |
| 2012年（平成24年） | 663             | 572             | 1,235           |
| 2013年（平成25年） | 687             | 672             | 1,359           |
| 2014年（平成26年） | 712             | 715             | 1,427           |
| 2015年（平成27年） | 715             | 736             | 1,451           |
| 2016年（平成28年） | 712             | 735             | 1,447           |
| 2017年（平成29年） | 729             | 753             | 1,482           |
| 2018年（平成30年） | 725             | 754             | 1,479           |

## 車站周邊
- 心跳Dream House
- 靜岡信用金庫（日语：しずおか信用金庫）總店
- 國道1號
- 玉桂山華陽院 - 華陽院墓所

## 其他
- Pasar卡（日语：パサールカード）中，此站會以「日吉」表示。
- 在1996年（平成8年）3月31日前，此站是急行通過站。在2011年（平成23年）10月1日時間表修正後，成為通勤急行（新靜岡方向）停車站。急行（新清水方向）仍然是通過站。

## 相鄰車站
靜岡鐵道
 S  靜岡清水線
■通勤急行
新靜岡（S01）←日吉町（S02）←古庄（S07）
■急行
通過
■普通
新靜岡（S01）－日吉町（S02）－音羽町（S03）

## 注腳
1. ↑  在1945年（昭和20年）月9月20日進行土地整理項目，「台所町」改名為「日吉町」。在1970年（昭和45年）11月1日，車站地址變為「鷹匠二丁目」。
2. 1 2  月台方向表示採用靜鐵官方網站中此站的「時間表」為準
3. ↑  静岡市統計書 （页面存档备份，存于）（日語） - 靜岡市

## 外部連結
- 時間表、沿線資訊 - 日吉町站 （页面存档备份，存于）（日語） - 靜鐵集團